# Ich bin happy meine liebe girl
Ich bin happy meine liebe girl er en dansk eksperimentalfilm fra 1993 instrueret af Mio A.F. Schrøder efter eget manuskript.

## Handling
Et gult audio-visuel videodigt i et melodramatisk univers, hvor en japansk spilledåse danner en sentimental følelse af kærligheden til en smuk pige.